# Кантон (Канзас)
Кантон (енгл. Canton) град је у америчкој савезној држави Канзас.

## Демографија
По попису из 2010. године број становника је 748, што је 81 (-9,8%) становника мање него 2000. године.
| Група             | 2000.       | 2010.       |
| Белци             | 805 (97,1%) | 713 (95,3%) |
| Афроамериканци    | 2 (0,2%)    | 3 (0,4%)    |
| Азијати           | 3 (0,4%)    | 1 (0,1%)    |
| Хиспаноамериканци | 6 (0,7%)    | 14 (1,9%)   |
| Укупно            | 829         | 748         |